# زليخة سعودي
زليخة السعودي (20 ديسمبر 1943- 22 نوفمبر 1972 أديبة جزائرية من مواليد منطقة مقادة بولاية خنشلة بالشرق الجزائري .
دخلت سنة 1947 الكتاب وحفظت نصف القرآن الكريم، ثم انتسبت عام 1949 إلى مدرسة الإصلاح التي كان يديرها عمها الشيخ أحمد السعودي إلى غاية عام 1956 تاريخ حصولها على الشهادة الابتدائية، واصلت دراستها بالمراسلة لتتحصل على شهادة الأهلية عام 1963 مما أهلها للالتحاق بسلك التعليم، انتقلت إلى الجزائر العاصمة للالتحاق بالإذاعة الوطنية بعد نجاحها في مسابقة إذاعية.
تركت الفقيدة وراءها رصيدا من الأعمال الأدبية في مختلف المجالات كالقصة القصيرة والمسرح والمقال إما مخطوطة أو منشورة في المجلات والجرائد الوطنية، كانت زليخة توقع كتاباتها بأسماء مستعارة مثل "أمل"، "آمال"، كما عرف عنها مراسلاتها العديدة لبعض الأدباء الجزائريين.
جمع آثارها الأستاذ شريبط أحمد شريبط من جامعة عنابة وأصدرها اتحاد الكتاب الجزائريين عام 2001.

## المصدر
الموقع الإلكتروني لجمعية الجاحظية